# Cane Kuchi

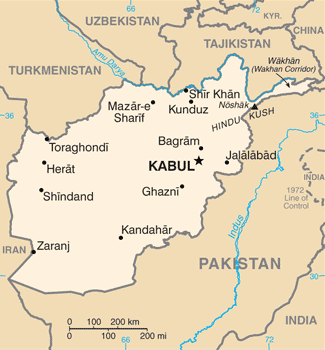
Mappa dell'Afghanistan

Il cane pastore Kuchi o cane pastore afgano, i pashtun li chiamano "Ghiljak" o "Kucchi" è un cane da guardia del bestiame afghano, che prende il nome dal popolo kuchi dell'Afghanistan. Sage Kuchi o Sage Jangi è il nome persiano standard mentre il nome Pashto è De Kochyano Spai o Jangi Spai, che significa "Cane dei Nomadi" e "Cane da Combattimento".
È un cane da lavoro che segue i nomadi, protegge carovane e greggi di pecore, capre, cammelli e altro bestiame da lupi, grandi felini e ladri. Taluni lo considerano solo una variante locale del pastore dell'Asia centrale e il suo status di razza distinta sembra essere discutibile. Si trova nella parte centrale e settentrionale dell'Afghanistan. Questo cane da guardiano del bestiame condivide un background genetico simile all'Ovtcharka dell'Asia centrale (CAO).
Poiché è strettamente associato alla vita nomade in regioni remote e aspre dove le tecniche di allevamento occidentali non sono utilizzate, è difficile identificare un "vero" cane di tipo Kuchi. La guerra e i disordini generali nella regione hanno colpito anche il popolo Kuchi, di cui molti si sono stabiliti nelle città, creando ampie opportunità per i cani Kuchi di incrociarsi con altri cani. Non esiste un ente organizzatore per i cani in Afghanistan o alcuni cani Kuchi sono stati esportati in Europa.

## Storia
La localizzazione geografica ha favorito lo sviluppo di vari tipi di cani Kuchi. Ad esempio, nelle regioni montuose, erano preferiti i cani dal mantello più pesante e dall'ossatura grande, mentre in un ambiente desertico una corporatura più leggera e agile era più desiderabile. La selezione naturale è avvenuta a causa delle condizioni ambientali e delle preferenze umane. Nel corso dei secoli, le razze che si sono "stanziate" sarebbero state associate a quella regione e alcune hanno persino ricevuto nomi e lo status di razza di canile internazionale. Il cane Kangal della Turchia, il cane da pastore del Caucaso nella regione del Caucaso e molte altre razze, come le grandi razze da pastore d'Europa, appartengono tutti a questo gruppo di cani.
L'Ovtcharka dell'Asia centrale, o "CAO", è una variante creata da allevatori russi che desiderano classificare un gruppo molto vario di cani dell'Asia centrale in uno "standard di razza" che consentirebbe di classificare i cani quando vengono giudicati in competizione e mostre canine. Questa variante appare spesso come un tipo dal corpo grosso, dalla testa più pesante e più uniforme; sia nel colore (spesso bianco), nella consistenza del mantello (più corto, meno varietà) che nel tipo di corpo. C'è una significativa divergenza di tipo dai cani Kuchi nativi.
I cani Kuchi non hanno cambiato il loro fenotipo di base nello stesso tempo; spesso sembrano essere diversi per colore, tipo di testa, massa corporea e tipo di mantello. I cani Kuchi devono lavorare con i loro proprietari, adempiendo ai loro doveri. Altrimenti, possono mettere in atto le loro frustrazioni e nevrosi in modi che possono essere inaccettabili per i loro proprietari e per il resto della società. Sono ancora una razza molto primitiva; il cane Kuchi ha istinti naturali di guardia originando linee puramente da lavoro.

## Caratteristiche
La razza del cane Kuchi possiede un pool genico molto ricco e i cani si adattano bene a diversi ambienti. Significa anche che l'espressione genica può variare notevolmente da un individuo all'altro. Per questo motivo, è spesso difficile per un osservatore non esperto determinare cosa rende un particolare cane un vero cane Kuchi, o che tipo di cane Kuchi sia.
In generale, il cane Kuchi è un cane grande, spesso gigante, con un mantello che può essere corto, medio o lungo, sostenuto da una lana spessa; ha un'ampia varietà di colori ma solitamente è grigio tigrato o nero scuro.
Variano in altezza, raggiungendo da 23 fino a 26 pollici (58 fino a 66 cm) al garrese per le femmine e da 24 fino a 29 pollici (61 fino a 74 cm) e altro per i maschi. Il loro peso varia da circa 84 fino a 120 libbre (38 fino a 54 kg) per le femmine e da 88 fino a 176 libbre (40 fino a 80 kg) e più per i cani maschi. Sembra probabile che i cosiddetti "cani di Ghowr" dovrebbero essere inclusi tra questi "cani Kuchi":
La loro corporatura è simile a quella dei molossi con varianti più leggere e più pesanti, tutte con una perfetta chiusura a forbice e la maggior parte priva della maggior parte dei difetti genetici come la displasia dell'anca.
La forma della testa di un cane Kuchi può variare da una testa a cuneo a un cranio di tipo rettangolare o di orso, l'ultimo essendo associato principalmente ai cani della varietà di montagna. Le loro code sono solitamente tagliate di circa un terzo della loro lunghezza e di solito puntano verso l'alto o leggermente angolate. Tradizionalmente, le loro orecchie sono tagliate, quasi alla base.
I cani Kuchi sono cani alti, con una linea dorsale dritta, che di solito forma un profilo quadrato con le zampe anteriori e posteriori. Il collo è solitamente lungo e spesso, con un eccesso di pelle che pende dalla base della mascella al petto. La testa è portata orizzontalmente, o leggermente inclinata verso il basso, con gli occhi fissi davanti a sé. Il muso è asciutto e muscoloso.
Il loro corpo è spesso coperto di macchie scure che non si vedono attraverso il mantello. Queste macchie possono anche coprire l'interno della bocca, il ponte del naso e l'addome. Il colore del mantello è disponibile in molte varietà e non ha importanza per determinare la razza o il tipo di cane Kuchi. Nemmeno la lunghezza o la struttura dei capelli. Molto spesso, una striscia di peli più lunghi e ispidi copre l'intera lunghezza della linea posteriore, mentre l'area del collo è piena di lana spessa e scivolosa, oltre a peli leggermente più lunghi rispetto al resto del corpo.
Le dimensioni dei denti variano da piccole in alcune femmine a molto grandi nei maschi, con i canini che spesso superano 1¼ ". La forma dei canini può formare un uncino con una base più spessa e la punta diretta verso l'interno della bocca o può essere più dritta e simile a una zanna, proprio come quella di un lupo.
Ci sono tre principali tipi regionali riconosciuti, appartenenti a uno dei due tipi di corpo di cani: il tipo leone e il tipo tigre. Questi sono determinati in base alla corporatura e alle caratteristiche del motore.

## Sottovarianti e tipi
I cani Kuchi possono essere approssimativamente suddivisi in tre tipi: il tipo da montagna, il tipo da steppa e il tipo da deserto.
- I cani da montagna formano una varietà con ossatura molto grande e pelo pesante che ben si adatta a vivere nelle regioni montuose della catena del Pamir. Di solito si trovano ad altitudini più elevate, dove c'è maggiore umidità e temperature più estreme e fresche.
- I cani di tipo steppa sono di corporatura molto più leggera, con pelo medio-lungo. Sono più veloci e più agili su pianure estese rispetto alla varietà di montagna. Possono essere caratterizzati come una corporatura simile a un mastino combinata con un aspetto da levriero.
- I cani di tipo desertico rappresentano una variante che si trova più spesso nelle grandi pianure desertiche, con poca vegetazione e un clima più caldo. Sono di media altezza, con un pelo di lunghezza medio-corta sostenuto da un sottopelo molto spesso durante la stagione fredda. Possono possedere caratteristiche di entrambi gli altri tipi, soprattutto quando si tratta della struttura della testa.

Un altro modo per classificare il cane Kuchi potrebbe essere secondo un tipo di leone (Djence Sheri) o un tipo di tigre (Djence Palangi). Questa divisione si applica principalmente ai cani di tipo desertico, ma è importante tenere presente che ciascuna delle varianti regionali può mostrare caratteristiche trovate anche in altri tipi.
- I cani di tipo leone sono di corporatura più pesante, con teste più grandi e casse più profonde. Il loro mantello è solitamente più spesso e sono di media altezza con una testa più grande, tipo orso.
- I cani di tipo tigre sono i più atletici, con un habitus lungo e profondo, una testa a forma di mattone o cuneo e un mantello più corto. Sono più spesso collegati a cani di tipo steppa.

La differenza tra i due può essere vista anche nel modo in cui si muovono. I cani di tipo leone sono più maestosi in movimento, appaiono molto orgogliosi grazie al tenere la testa sollevata mentre camminano.
I cani di tipo tigre mostrano più un movimento laterale, simile a un gatto, con la testa solitamente a livello del corpo e le zampe anteriori che oscillano verso l'interno quando si cammina, si corre o si salta. Entrambi i tipi sono estremamente agili e possiedono un'incredibile velocità e tenacia durante la corsa o l'attacco.